# Donne-moi ton cœur
Singles de Louane
Midi sur novembre
(2018) Désolée
(2020)
Clip vidéo
[vidéo] « Donne-moi ton coeur », sur YouTube
Donne-moi ton cœur est une chanson de la chanteuse française Louane parue sur son troisième album Joie de vivre. Elle est écrite et produite par Damso. Elle est sortie en tant que premier extrait de l'album le 3 juillet 2020 sous le label Mercury Records. 

## Conception
Louane a rencontré le rappeur Damso après un concert à l’Olympia au début de 2020. Le courant passe et les artistes décident de travailler ensemble.

## Clip vidéo
Le clip de la chanson, réalisé par Damien Krisl est sorti sur YouTube le 3 juillet 2020.

## Crédits
- Louane : voix
- Damso : paroles, composition
- Wolfgvng : composition
- Jeremie Tuil : ingénieur du mixage
- Chab mastering : ingénieur du mastering

## Liste de titres
| 1. | Donne-moi ton cœur | 3:09 |

## Classements hebdomadaires
| Classement (2020)                       | Meilleure position |
| --------------------------------------- | ------------------ |
| Belgique (Wallonie Ultratop 50 Singles) | 8                  |
| Belgique (Wallonie Ultratop 50 Airplay) | 3                  |
| France (SNEP)                           | 73                 |
| France (SNEP Radio)                     | 10                 |
| France (SNEP Ventes)                    | 4                  |
| Suisse (Charts Romandie)                | 15                 |

## Historique de sortie
| Pays   | Date           | Format                    | Label   | Réf.  |
| ------ | -------------- | ------------------------- | ------- | ----- |
| Divers | 3 juillet 2020 | Téléchargement, streaming | Mercury | [ 2 ] |